# OR9I1
OR9I1 (англ. Olfactory receptor family 9 subfamily I member 1) – білок, який кодується однойменним геном, розташованим у людей на короткому плечі 11-ї хромосоми. Довжина поліпептидного ланцюга білка становить 314 амінокислот, а молекулярна маса — 34 908.
| 10         |  | 20         |  | 30         |  | 40         |  | 50         |
| ---------- |  | ---------- |  | ---------- |  | ---------- |  | ---------- |
| MAKNNLTRVT |  | EFILMGFMDH |  | PKLEIPLFLV |  | FLSFYLVTLL |  | GNVGMIMLIQ |
| VDVKLYTPMY |  | FFLSHLSLLD |  | ACYTSVITPQ |  | ILATLATGKT |  | VISYGHCAAQ |
| FFLFTICAGT |  | ECFLLAVMAY |  | DRYAAIRNPL |  | LYTVAMNPRL |  | CWSLVVGAYV |
| CGVSGAILRT |  | TCTFTLSFCK |  | DNQINFFFCD |  | LPPLLKLACS |  | DTANIEIVII |
| FFGNFVILAN |  | ASVILISYLL |  | IIKTILKVKS |  | SGGRAKTFST |  | CASHITAVAL |
| FFGALIFMYL |  | QSGSGKSLEE |  | DKVVSVFYTV |  | VIPMLNPLIY |  | SLRNKDVKDA |
| FRKVARRLQV |  | SLSM       |  |            |  |            |  |            |

A: Аланін

C: Цистеїн

D: Аспарагінова кислота

E: Глутамінова кислота

F: Фенілаланін

G: Гліцин

H: Гістидин

I: Ізолейцин

K: Лізин

L: Лейцин

M: Метіонін

N: Аспарагін

P: Пролін

Q: Глутамін

R: Аргінін

S: Серин

T: Треонін

V: Валін

W: Триптофан

Кодований геном білок за функціями належить до рецепторів, g-білокспряжених рецепторів, білків внутрішньоклітинного сигналінгу. 
Локалізований у клітинній мембрані, мембрані.